# Columban Luser

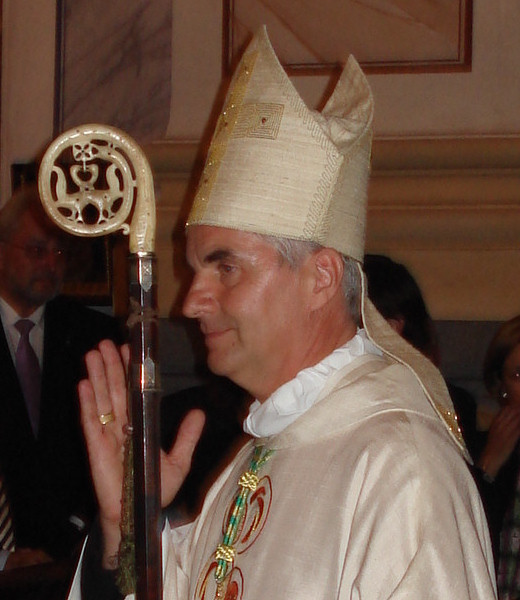
Abt Columban Luser (2009)

Columban Luser OSB (* 9. November 1955 in Seitzersdorf-Wolfpassing, Niederösterreich) ist emeritierter Abt des Stiftes Göttweig.

## Leben
Er wurde auf den Namen Gerhard getauft und wuchs in Stockerau auf. 1966 trat er in das Knabenseminar Hollabrunn ein und studierte am Bundesgymnasium Hollabrunn, wo er 1974 die Reifeprüfung ablegte. Das Studium der Theologie an den Universitäten in Wien und Salzburg schloss er mit dem Titel Mag. theol. ab. In seiner Magisterarbeit schrieb er über die Jugendarbeit der Legion Mariens in der Erzdiözese Wien.
Angeregt durch seinen ehemaligen Religionslehrer Hans Hermann Groër, den späteren Kardinal und Erzbischof von Wien, trat er in das Benediktinerstift Göttweig ein, wo er am 8. September 1976 mit dem Ordensnamen Columban eingekleidet wurde und am 8. September 1980 die Feierliche Profess ablegte. Am 10. August 1980 wurde er in Göttweig durch Bischof Franz Žak zum Priester geweiht.
1980 war er als Kaplan in Pfaffendorf tätig, war ab 1981 Stiftskaplan in Göttweig und ab 1983 Pfarrer in Mautern. Von 1981 bis 1988 war er auch als Religionsprofessor in Krems an der Donau tätig. Ab 1990 war er im Stift Göttweig für die Novizen und Kleriker zuständig und leitete ab 1993 das Sängerknabenkonvikt. Vom August 1987 bis zum August 2001 war er Geistlicher Leiter der Legion Mariens in Österreich. 1998 wurde er Prior des Hauses St. Josef in Maria Roggendorf und 2001 Leiter des Exerzitienhauses St. Altmann und Pfarrer von Unterbergern im Dunkelsteinerwald. Von 2004 bis 2005 war er Provisor von Hofstetten-Grünau im Pielachtal.

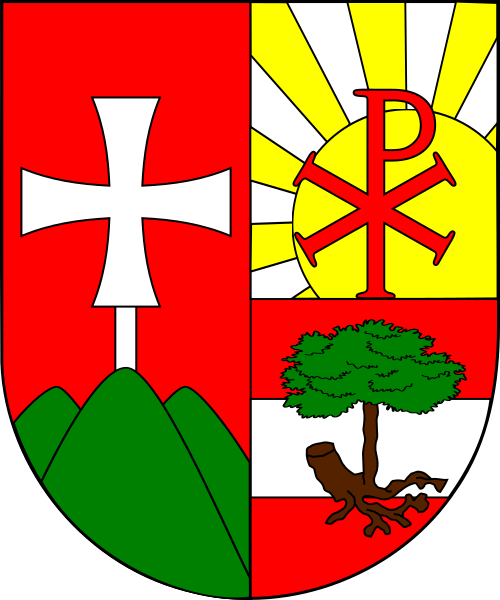
Wappen von Abt Columban

Am 1. September 2007 wurde er Prior und somit Stellvertreter von Abt Clemens Lashofer, der am 6. Juli 2009 starb. Am 14. August 2009 wurde Pater Columban für 12 Jahre zum Abt des Stiftes Göttweig gewählt. Als Wahlspruch wählte er Deus communio est („Gott ist Gemeinschaft“). Am 6. September 2009 spendete ihm der Bischof von St. Pölten, Klaus Küng, die Abtsbenediktion in der Göttweiger Stiftskirche.
Er wurde am 25. März 2021 vom Kapitel der Abtei Göttweig in seinem Amt bestätigt.
Am 8. Jänner 2025 folgte ihm Patrick Schöder als 66. Abt von Stift Göttweig nach.

## Auszeichnungen
- 2022: Ehrenbürger von Bergern im Dunkelsteinerwald[4]